# Joana Xamena Terrasa
Joana Xamena Terrasa (Llucmajor, Mallorca, 1 d'octubre de 1960) és una biòloga i política mallorquina, senadora per Mallorca en la IX legislatura.
Llicenciada en biologia per la Universitat de les Illes Balears i doctorada en ecologia. Ha treballat a l'Institut Balear de la Naturalesa el 1996, i ha estat directora general de Biodiversitat del CAIB (2003-2007).
Fou elegida senadora per Mallorca pel Partit Popular a les eleccions generals espanyoles de 2008. De 2008 a 2011 fou membre suplent de la Diputació Permanent del Senat i portaveu de la Comissió de Medi Ambient, Agricultura i Pesca. Ha posat èmfasi a les intervencions mediambientals.